# Square Georges Golinvaux
Le square Georges Golinvaux est un square bruxelloise de la commune d'Auderghem qui longe l'avenue Guillaume Van Nerom.
Sa longueur est d'environ 80 mètres.

## Historique et description
Cette rue fait partie de la seconde cité-jardin construite à Auderghem dans les années 50 par la société Les Habitations et Logements à Bon Marché (HLBM).
Ce square fut baptisé le 3 octobre 1959 en la mémoire du brigadier Georges Golinvaux, né le 15 mai 1915 à Boussu, tué le 24 mai 1940 à Roeselare lors de la campagne des 18 jours, Seconde Guerre mondiale. Il était domicilié en la commune de Ixelles, le rapport avec la commune d'Auderghem est inconnu.